# Kohanivka, Konotop
Kohanivka (în ucraineană Коханівка) este un sat în așezarea urbană Duboveazivka din raionul Konotop, regiunea Sumî, Ucraina.

## Demografie
Componența lingvistică a localității Kohanivka
     Ucraineană (98,43%)
     Alte limbi (1,58%)
Conform recensământului din 2001, majoritatea populației localității Kohanivka era vorbitoare de ucraineană (98,43%), existând în minoritate și vorbitori de alte limbi.